# Бреховських Леонід Максимович
Леоні́д Макси́мович Брехо́вських (6 травня 1917, Стрункіно, Вологодська губернія — 15 січня 2005, Москва) — російський геофізик та океонолог. Член-кореспондент АН СРСР (з 1953). Професор Московського університету (з 1953), директор Акустичного інституту АН СРСР (з 1954), академік Академії наук СРСР (1968; з 1991 — РАН), академік-секретар Відділу океанології, фізики атмосфери и географії АН СРСР, член та радник Президіуму АН СРСР, завідувач лабораторією Інституту океанології ім. Ширшова РАН.
Праці
Основні наукові роботи присвячені акустиці океану та теорії поширення хвиль. Розвинув теорію хвильових полів точкових джерел у неоднорідних середовищах. Створив теорію так званих бокових, або головних, хвиль, які відіграють важливу роль у сейсморозвідці. Спільно з іншими дослідниками встановив наддалеке поширення звуків у морі.

## Нагороди
- Сталінська премія, 1951.